# Ovatus insitus
Ovatus insitus är en insektsart som beskrevs av Walker 1849. Ovatus insitus ingår i släktet Ovatus och familjen långrörsbladlöss. Arten är reproducerande i Sverige. Inga underarter finns listade i Catalogue of Life.